# Rain Forest (Concerto Moon)
Rain Forest è un album della band power metal giapponese Concerto Moon, pubblicato nel 1999.

## Tracce
1. Prologue
2. Time To Die
3. Lonely Last Journey
4. Fight To The Death
5. Half Way To The Sun
6. Rain Forest
7. Unstill Night
8. Live On The Memory
9. Victime Of Desire
10. Picture Of An Old Man
11. Break It Down
12. Time To Die - extended (*)
13. King Of The Judas (*)
14. Waltz For Masquerade (*)

(*) Bonus tracks per l'edizione europea